# Skrzak
Skrzak - inna nazwa to skrzek. Według wierzeń z terenu Wielkopolski demon opiekuńczy, dbający o gospodarstwa. Jest uważany za negatywnego demona, ponieważ po śmierci swego pana zabierał jego duszę. Jego siedzibą było ognisko a do domu wchodził przez komin.
Bibliografia
B. i A Podgórscy - Wielka Księga Demonów Polskich: leksykon i antologia demonologii ludowej, str. 411